# Min Shan

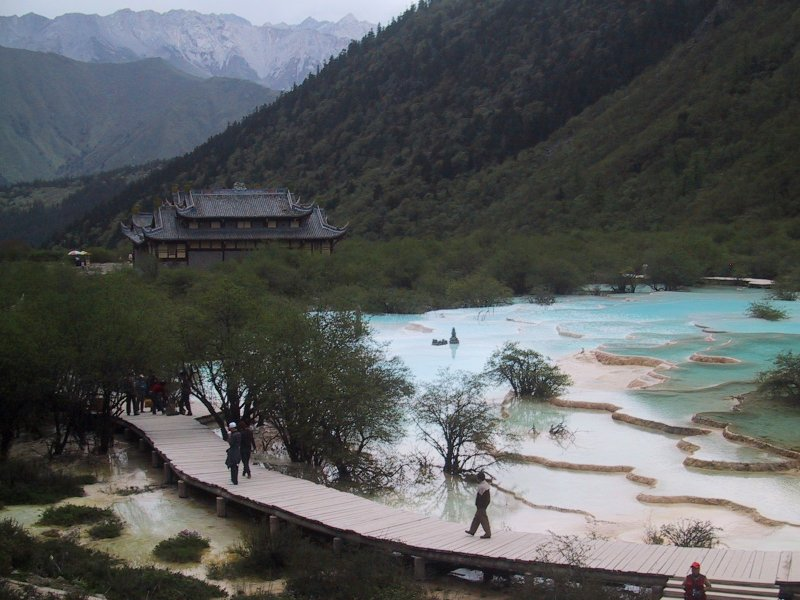
Tarasowe sadzawki w Dolinie Huanglong

Min Shan, Góry Syczuańskie (chiń. 岷山; pinyin Mín Shān) – pasmo górskie w Chinach, w prowincjach Syczuan i Gansu, o długości ok. 500 km. Najwyższy szczyt to Xuebao Ding (5588 m n.p.m.).
W górach znajduje się dużo atrakcji turystycznych, m.in. rezerwat przyrody Jiuzhaigou i Dolina Huanglong, gdzie można spotkać rzadkie gatunki zwierząt, np. pandę wielką.